# Nicagus occultus
Nicagus occultus là một loài bọ cánh cứng trong họ Lucanidae. Loài này được Paulsen & Smith mô tả khoa học năm 2005.